# Hamada Yahyōe

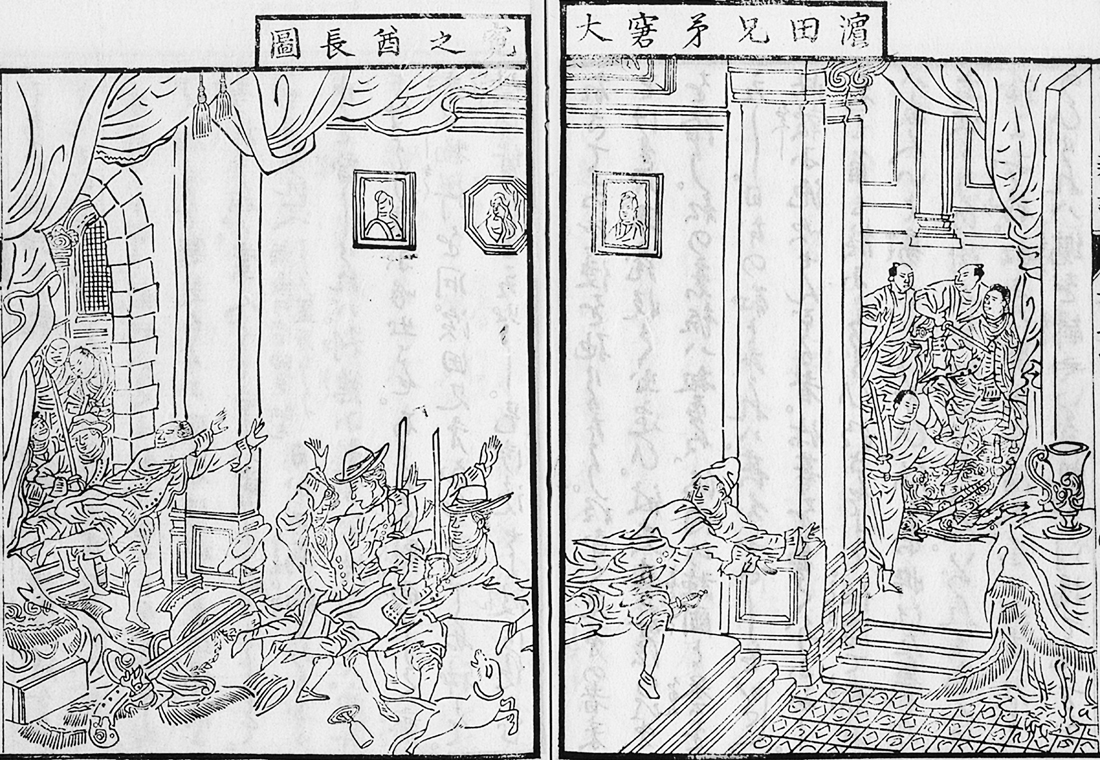
Überfall Hamadas auf Pieter Nuyts’ Anwesen

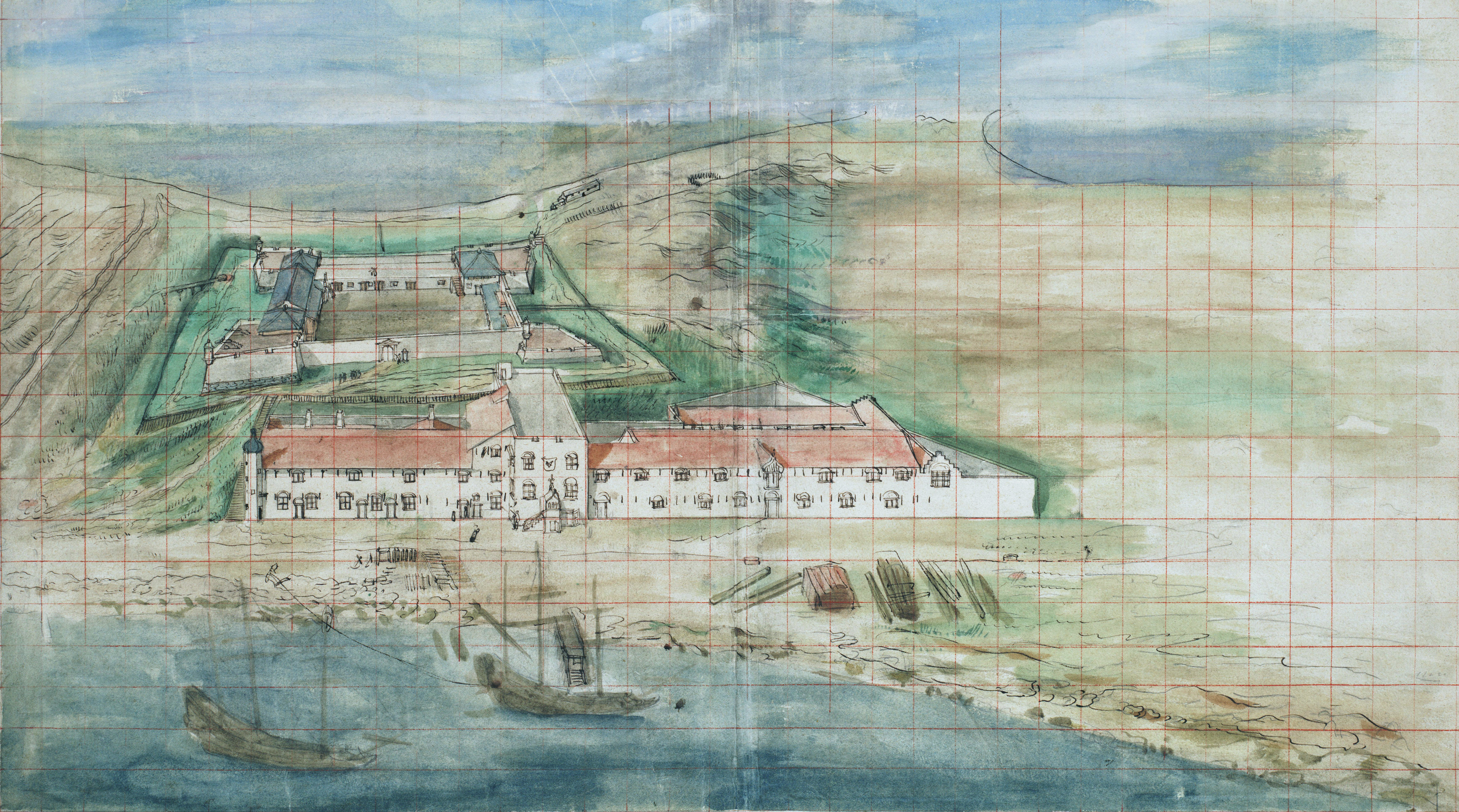
Fort Zeelandia auf Taiwan

Hamada Yahyōe (japanisch 浜田 弥兵衛; aktiv im 17. Jahrhundert) war ein japanischer Kapitän von Handelsschiffen, der durch seinen Überfall auf die niederländische Station „Zeelandia“ auf Taiwan 1629 bekannt wurde.

## Leben und Wirken
Hamada Yahyōe war Kapitän eines Handelsschiffes mit dem „Roten Siegel“ in der frühen Edo-Zeit. In der frühen Edo-Zeit wurde chinesische Seide, der größte Importartikel Japa, shuinns, hauptsächlich durch den Handel mit chinesischen Händlern in Taiwan eingeführt. Im Jahr 1624 bauten die Niederländer jedoch die Festung Zeelandia auf Taiwan und nutzten sie als Stützpunkt. Seitdem begannen sie, Druck auf japanische Handelsschiffe auszuüben, indem sie ihnen beispielsweise neue Steuern auferlegten.
Als Hamada Yahyōe 1625 als Kapitän eines Schiffs in Auftrag von Suetsugu Heizō (末次 平蔵), amtlicher Aufseher der Stadt Nagasaki, nach Taiwan reiste, behinderte ihn Martinus Sonck (1590–1625) den Handel, also holte er die Einheimischen zurück und wandte sich an das Shogunat. Danach kam der neue Direktor Pieter Nuyts (1598–1655) als Botschafter nach Japan, um der niederländischen Seite die Situation zu erklären, kehrte jedoch zurück, ohne seinen Zweck erfüllt zu haben. Im Jahr 1628 belud Yahyōe zwei von Suetsugu Heizōs Schiffen mit Handelsgeldern sowie einer großen Menge Waffen und Schießpulver, führte eine Besatzung von 470 Personen mit und reiste nach Taiwan mit der Absicht, den Handel zu erzwingen, selbst wenn er auf Gewalt anwenden müsste.
Pieter Nuyts konnte den Angriff abwehren und sperrte Hamada Yahyōe in der Festung Zeelandia ein, und auch der Handel wurde eingestellt. Yahyōe und seine Leute warteten jedoch auf eine Gelegenheit und konnten bei einem Aufstand Nuyts als Geisel festnehmen, sodass sie ein Friedensabkommen mit der niederländischen Seite erzielten. Im Juli desselben Jahres konnte Yahyōe nach Nagasaki zurückkehren. Auch das Shogunat war mit der Haltung der Niederlande unzufrieden und internierte niederländische Schiffe, die Japan besuchten. Die Situation war durch die Blockade der niederländischen Handelsstation und das Handelsverbot angespannt, aber die Niederländer lieferten Nuyts, der die Verantwortung trug, im Jahr 1632 an das Shogunat aus, und der Handel wurde wieder aufgenommen. Im Juli 1636 gelang es dem in Japan tätigen François Caron, die japanische Regierung zur Freilassung des nun schon vier Jahre internierten Nuyts zu bewegen.
Hamada Yahyōe und sein Sohn Shinzō (浜田新蔵) erzielten später große wirtschaftliche Erfolge im Zusammenhang mit dem Shimabara-Aufstand. Shinzō trat später in den Dienst der Daimyō-Familie Hosokawa (細川家).